# 横浜能楽堂
横浜能楽堂（よこはまのうがくどう）は、神奈川県横浜市西区紅葉ヶ丘にある能楽専門の公演場。（公財）横浜市芸術文化振興財団が運営する。

## 概要
掃部山公園の一角にあり、1996年（平成8年）3月に竣工。
能舞台は、1875年（明治8年）に東京・根岸の前田斉泰邸に建てられ、東京・染井の松平頼寿邸に移築された「旧染井能舞台」で、関東地方では最古の能舞台である。
第二次世界大戦後の1945年（昭和20年）10月7日には、観世定期能公演が復活するなど、日本の能を支える場として機能した。
練習用の第二舞台や研修室も有する。1996年 (平成8年) 5月20日に横浜市指定有形文化財に指定されている。

### 施設概要
1階
- 本舞台
- 同時通訳室
- 楽屋（4室）
- 鏡の間
- 装束の間
- 焙じ室
- 情報コーナー
- 受付事務室（チケットブース）

2階
- 2階見所
- 展示廊
- ビデオコーナー
- 研修室（4室）
- 喫茶室

地下1階
- 第二舞台
- 第二舞台付属室
- 収蔵庫
- 作り物保管室
- 事務室

本舞台、第二舞台、研修室、楽屋は貸し館として利用可
建築面積
1,771平方メートル
延床面積
5,696平方メートル
構造規模
鉄筋コンクリート造
地上2階地下2階建
工期
平成5(1993)年3月9日起工
平成8(1998)年3月11日竣工
開館時間
午前9時から午後10時
休館日
無休 (施設点検日と年末年始を除く）

### 大規模改修工事
大規模改修工事のため2024年（令和6年）1月から2026年（令和8年）6月まで休館する予定で、工事期間中にあたる2024年4月中旬から2026年3月にかけてランドマークプラザ5階に能や狂言の普及を図る施設「OTABISHO（おたびしょ）横浜能楽堂」を開設する予定である。

## ギャラリー

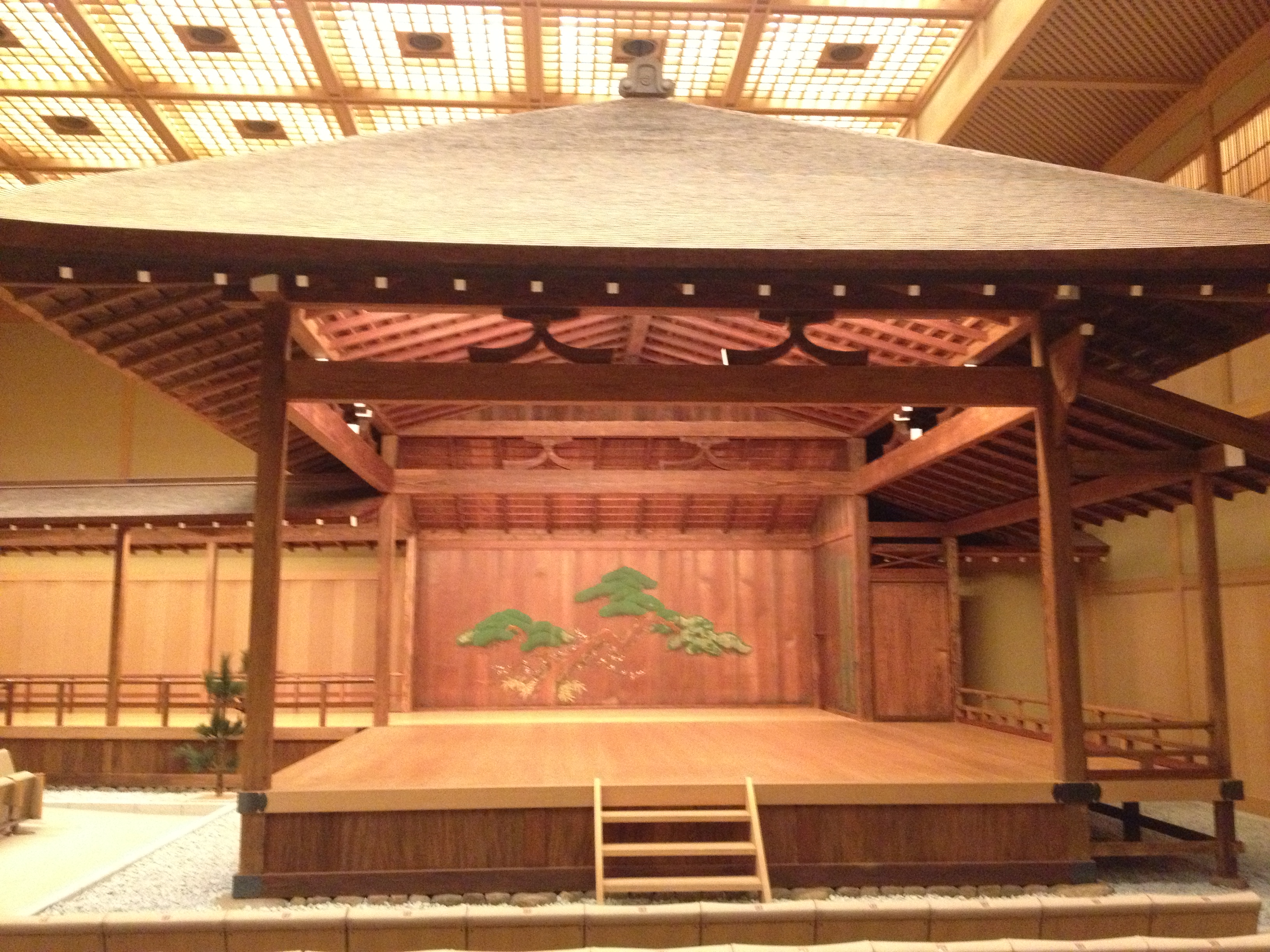
舞台正面
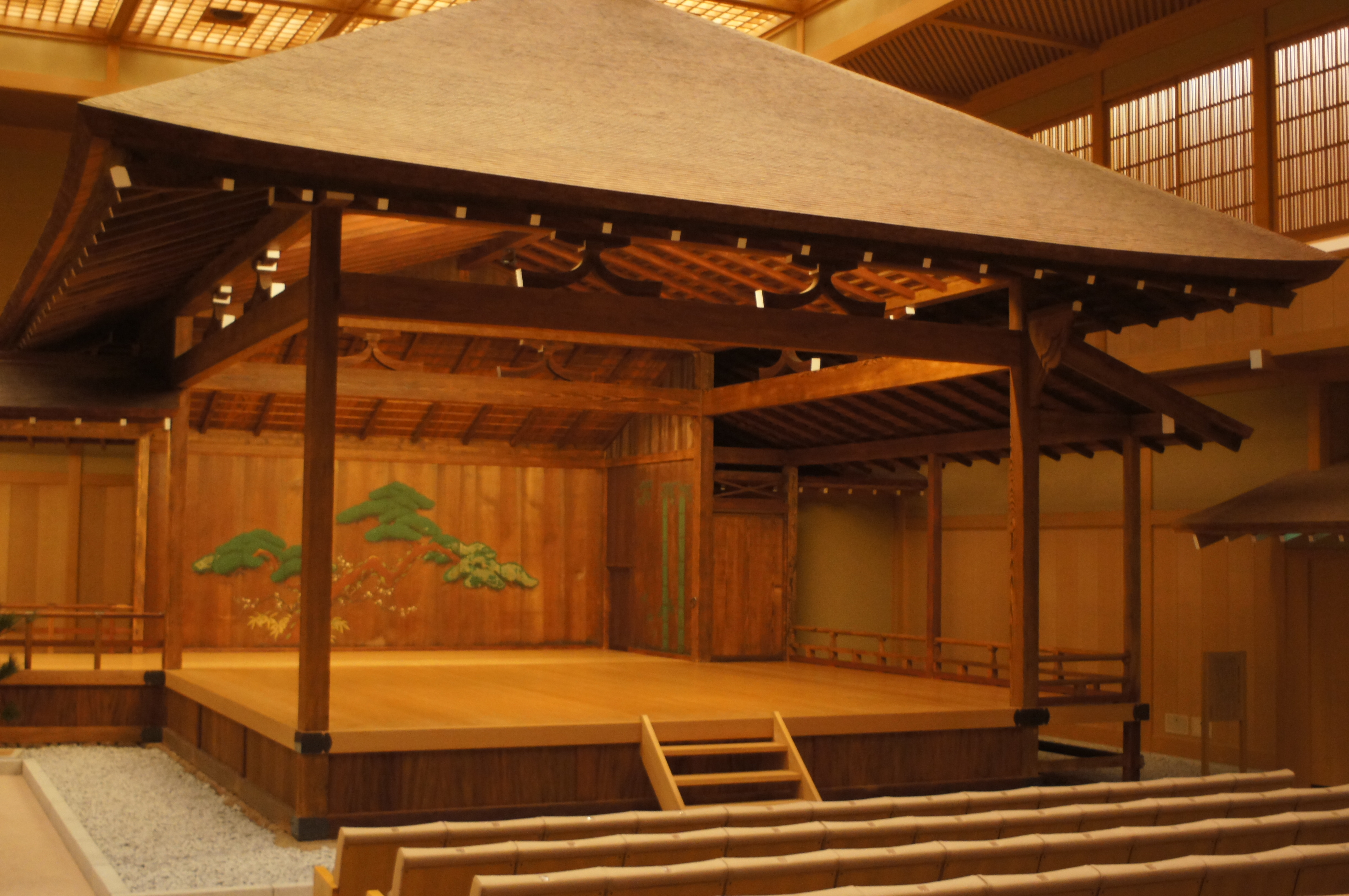
舞台
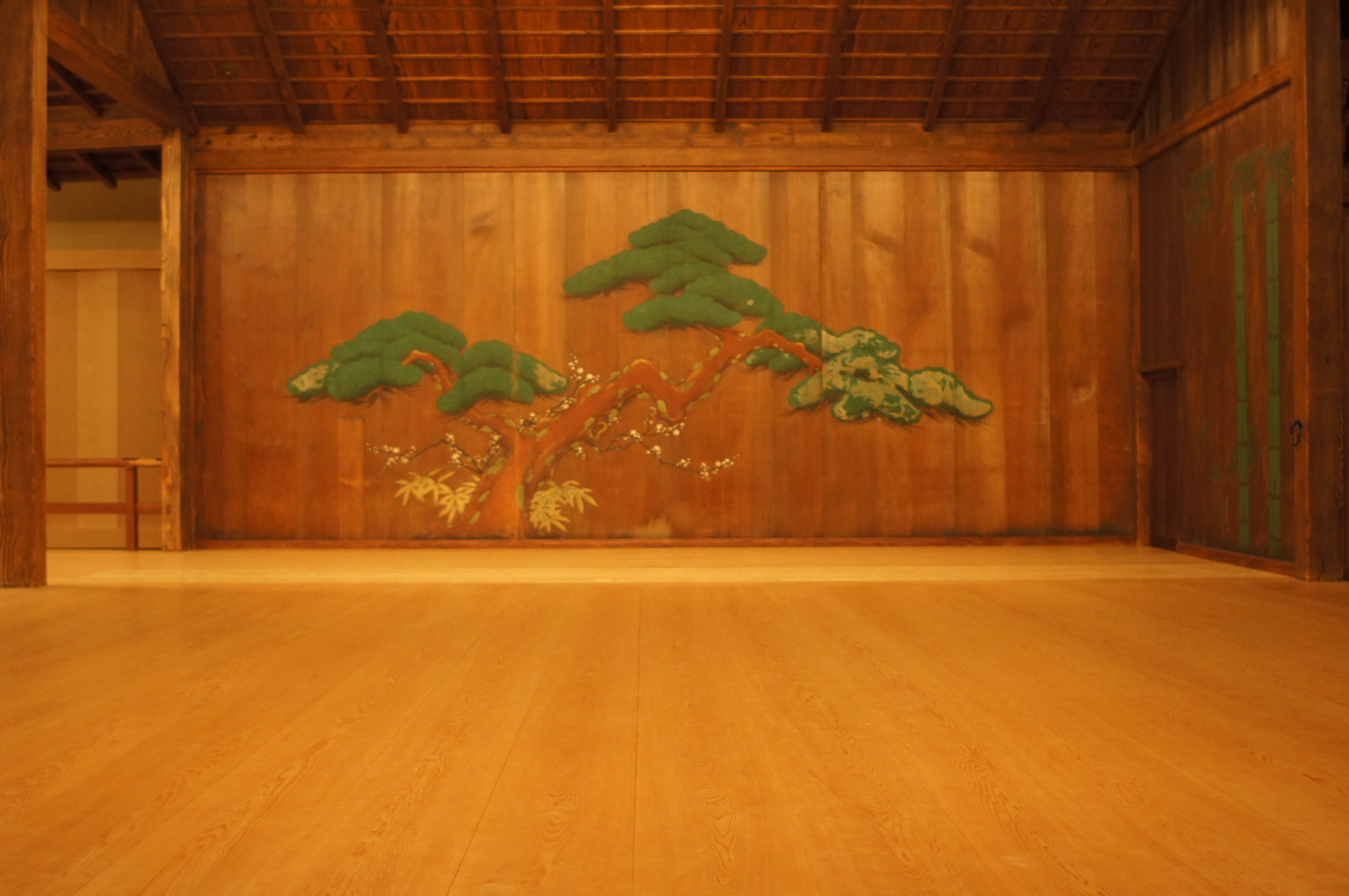
鏡松
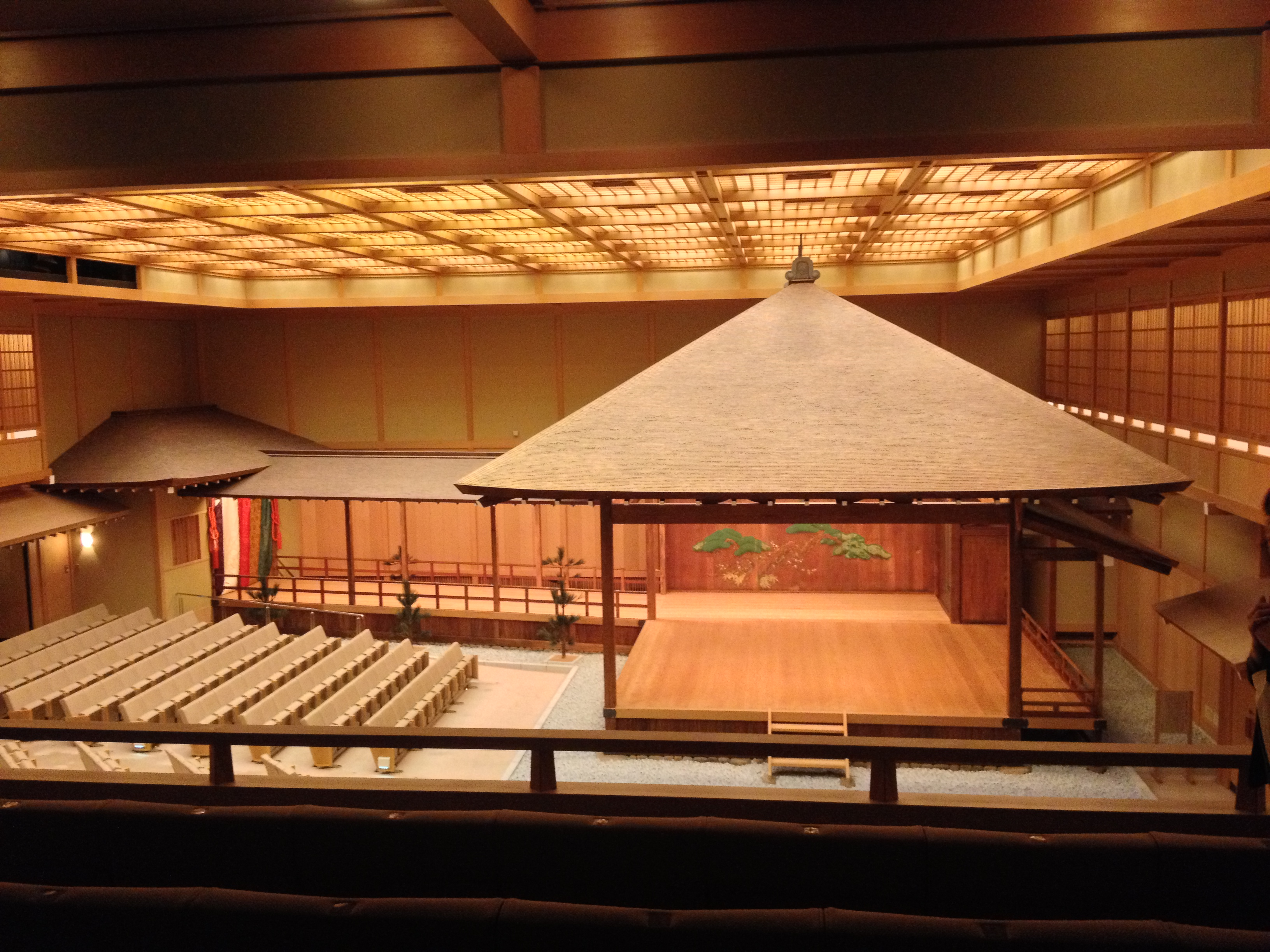
全体像
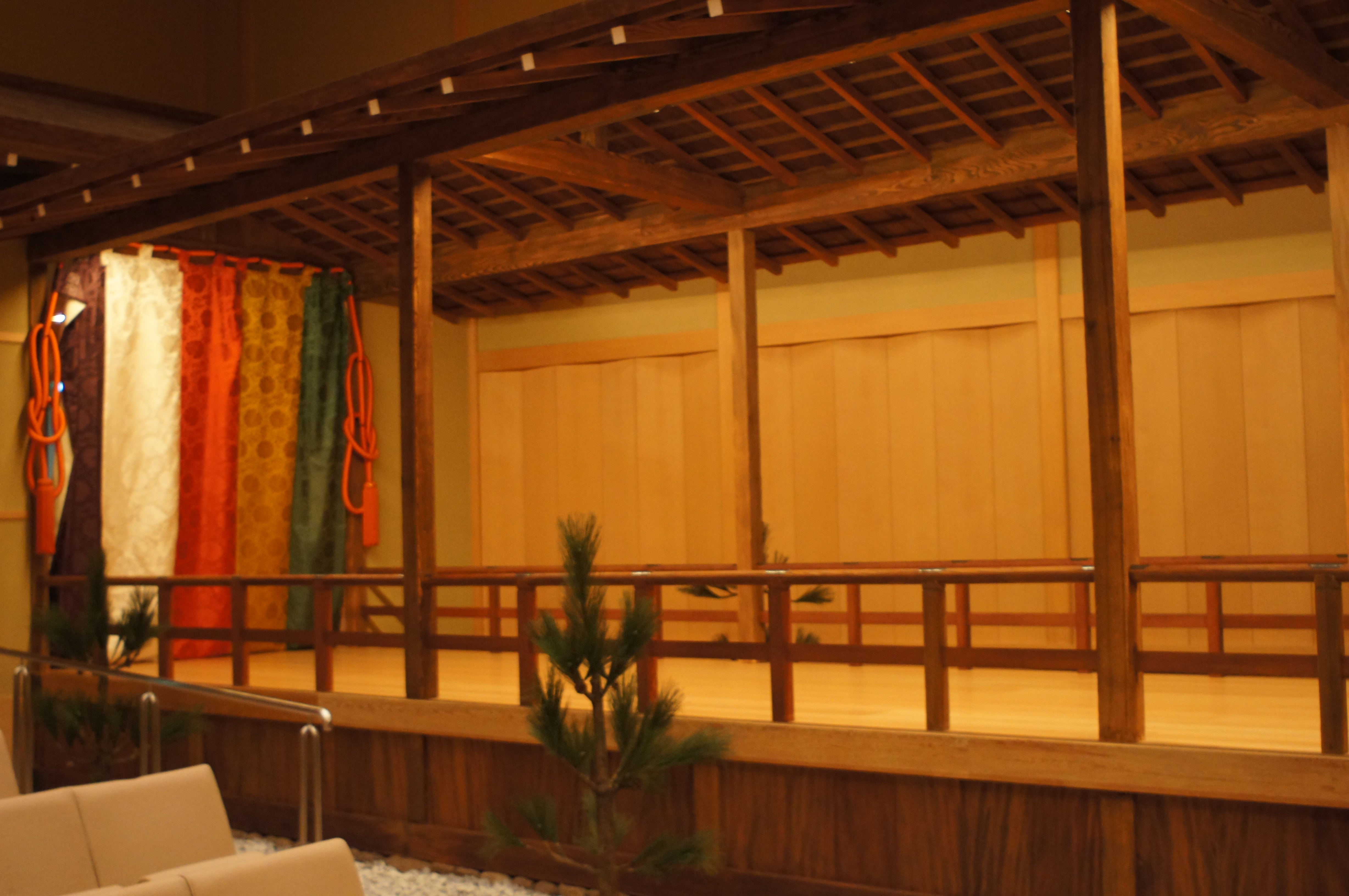
橋掛り
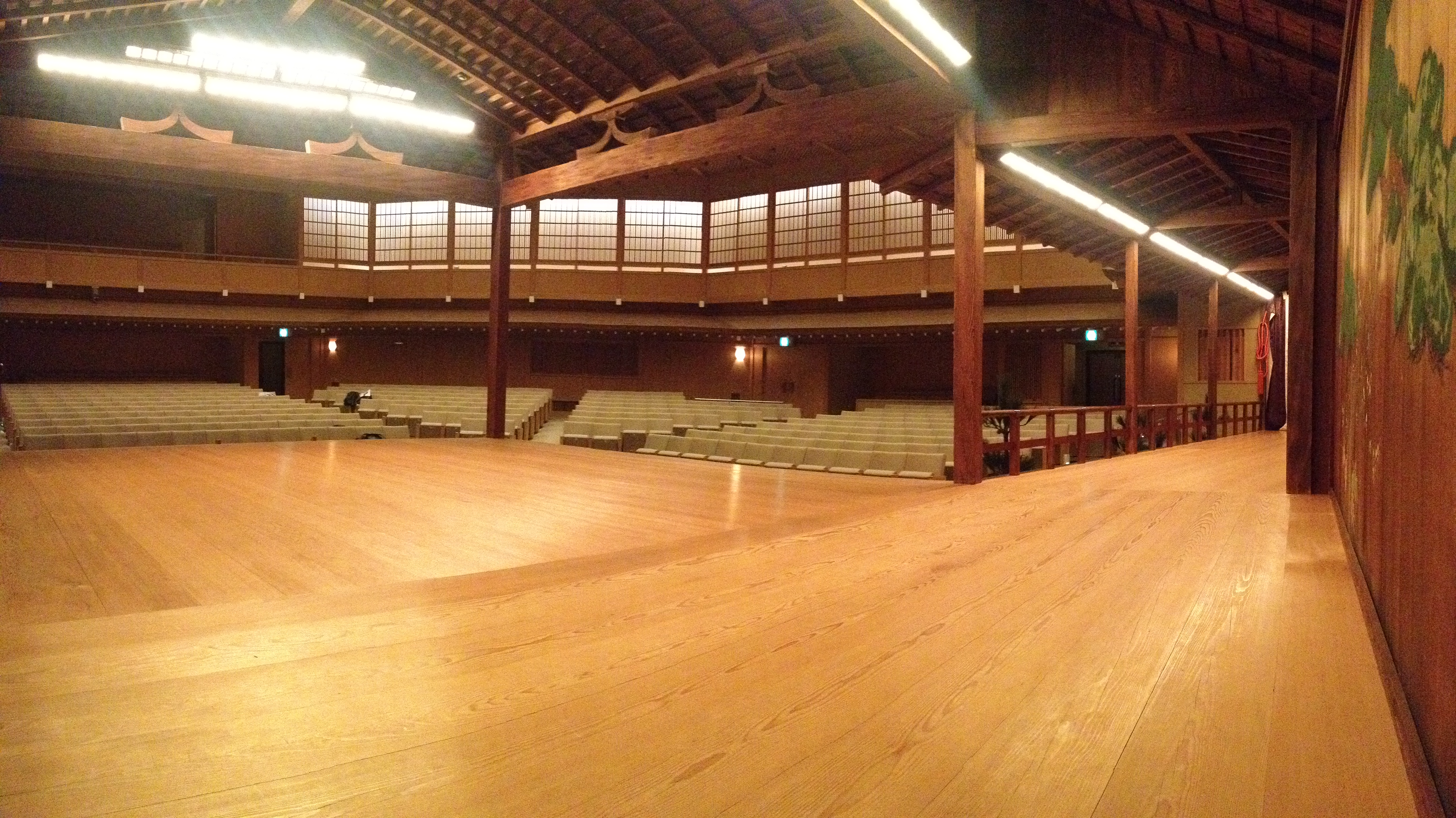
舞台裏より
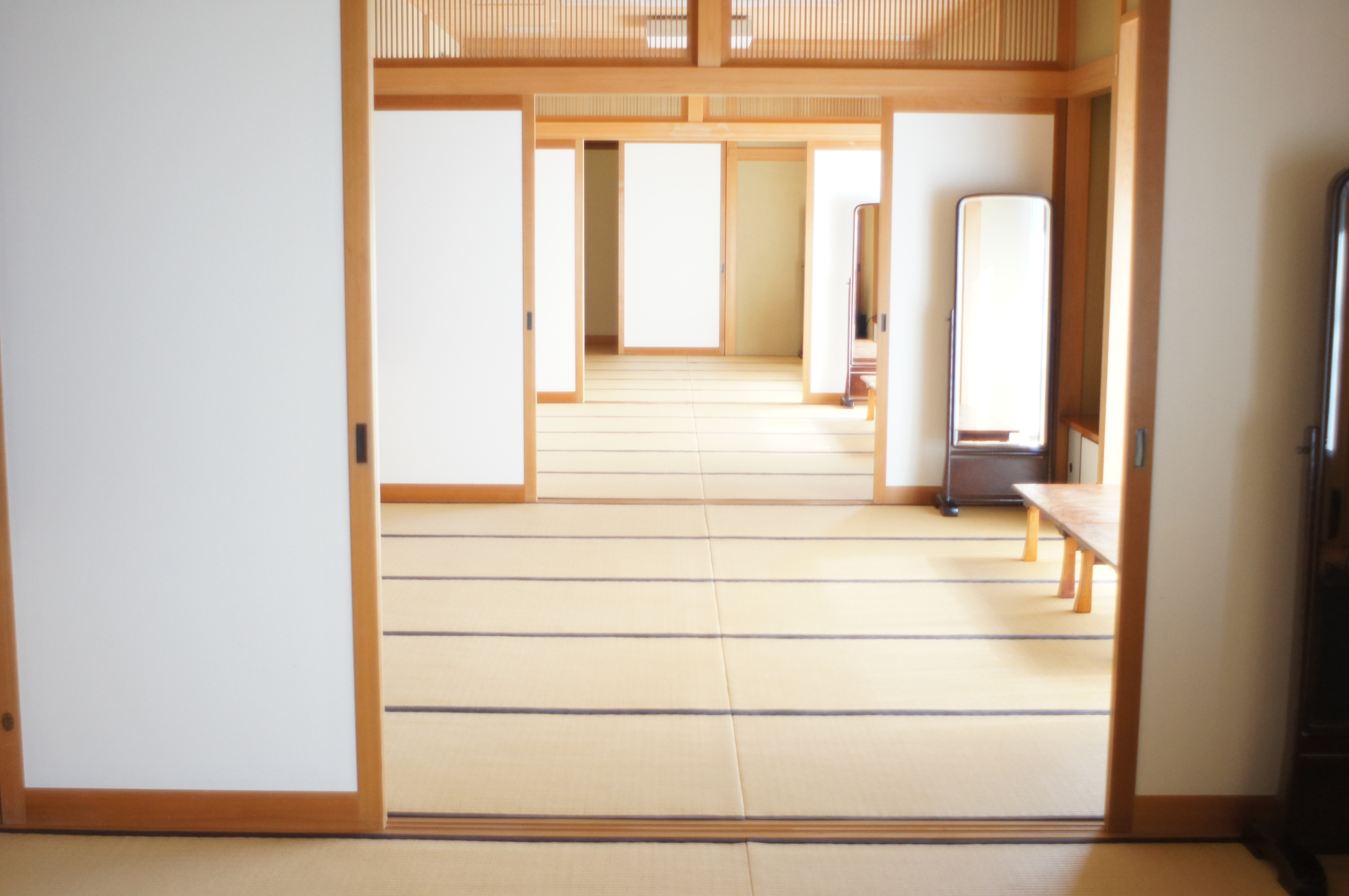
楽屋

## 沿革[5]
- 1965年（昭和40年）11月、染井能舞台を解体、舞台の評価が高かったため部材が水道橋の宝生能楽堂に保管された。
- 1973年（昭和48年）11月、横浜市在住の観世流能楽師田辺竹生が、解体されていた旧染井能楽台の部材を譲り受ける。
- 1979年（昭和54年）4月、田辺竹生が旧染井能楽台の部材を横浜市に寄贈（部材は水道局鶴ヶ峰浄水場、海老名市の民間倉庫で保管された後、1992年（平成4年）度になってから、鏡板は横浜美術館、他の部材は鶴見区大黒埠頭の民間倉庫で保管される）
- 1983年（昭和58年）3月、伝統芸能施設基本構想調査（伝統芸能の現況と位置づけを行い、施設整備計画の参考となる基礎資料を収集）
- 1984年（昭和59年）3月、染井能舞台調査（現在の部材の状況と復原の可能性から検討した文化財的価値及び染井能舞台の再建方法、横浜市の取扱について検討）
- 1989年（平成元年）7月、旧染井能舞台の部材調査開始（横浜市が神奈川大学建築史研究室に委託実施。後に「復原設計打ち合わせ資料」を報告書として受ける。）
  - 11月、よこはま二十一世紀プラン第三次実施計画に能楽堂の建設が位置づけられる（1978年（昭和53年）から、この間11回にわたり、横浜能楽堂建設促進会等から陳情を受ける）
- 1990年（平成2年）
  - 3月、横浜能楽堂（仮称）基本構想調査（平成元年度調査）
  - 4月、旧染井能舞台の部材を、海老名市まるま倉庫から横浜市大黒埠頭の安田倉庫に移す。
  - 5月9日、東京国立文化財研究所技術部第二修復研究室長（当時）増田勝彦が、旧染井能舞台の鏡板の剥落状況を調査し、今後の剥離進行止めのための対策を検討。
  - 6月、横浜市文化財保護審議会へ、旧染井能舞台の復原検討が報告される。
  - 6月28日、旧染井能舞台の部材の顕微鏡鑑定を実施するため、断片を採取。
  - 9月、（仮称）横浜能楽堂新築工事に伴う基本設計業務委託（対象となった建設地は掃部山公園の子供の遊び場付近）。
  - 9月20日、旧染井能舞台復原検討会（建築の視点からの文化財的復原の技術的検討及び復原舞台と能楽堂建設との調整等を目的）を設立。委員（肩書きはいずれも当時）：坂本勝比古（横浜市文化財保護審議会委員・神戸芸術工科大学教授）、西和夫（横浜市文化財保護審議会委員・神奈川大学教授）、津田良樹（部材調査補助・神奈川大学助手）、田辺竹生（能楽師・部材寄贈者）、小沢幸雄（国立能楽堂管理課長）、西村幸起（国立能楽堂舞台技術課次長）、魚津源二（魚津社寺工務店常務）、小俣富歩（大江宏建築事務所副所長）、奥富利幸（大江宏建築事務所）、建設局、教育委員会、市民局。
  - 10月、市民局から教育委員会に対し、旧染井能舞台復原に伴う文化財的保存修復の指導について依頼。
  - 9月20日、旧染井能舞台復原検討会第一回委員会を開催（議題：復原に関する基本的な考え方について。旧染井能舞台に関する具体的な問題点と解決方針について。）
  - 10月、市民局から教育委員会に対し、旧染井能舞台復原に伴う文化財的保存修復の指導について依頼。
- 1990年（平成2年）
  - 10月、横浜市文化財保護審議会において、旧染井能舞台調査団を設置することが承認される。委員（肩書きはいずれも当時）：：坂本勝比古（神戸芸術工科大学教授）、西和夫（神奈川大学教授）、稲葉和也（東海大学工学部建築学科助教授）、菅原寿雄（根津美術館館長）、田原久前（横須賀博物館館長）、後藤淑（昭和女子大学教授）、河合正朝（慶應義塾大学文学部教授）。
  - 10月11日、旧染井能舞台復原検討会第二回委員会を開催（議題：床板の収まり、橋懸りの角度及び長さについて。古色仕上げについて。）
  - 10月23日、旧染井能舞台屋根の仮組調査を実施（25日まで）
  - 12月21日、旧染井能舞台復原検討会第三回委員会を開催。（議題：舞台天井及び屋根形状について。）
  - 12月26日、横浜市文化財保護審議会に旧染井能舞台調査団を設立（教育委員会所管、建造物・美術工芸・民俗の専門家で構成、目的：文化財としての価値の検討、復原方法の指導、文化財指定方法の検討）
  - 12月26日、第一回染井能舞台調査団会議を開催（議題：今後の進め方について）
- 1991年（平成3年）
  - 2月、横浜能楽堂建設構想委員会を設置。
  - 2月23日、第1回横浜能楽堂建設構想委員会を開催（議題：座長、副座長の選出について、横浜能楽堂の概要について）
  - 2月22日、旧染井能舞台調査団で古い能舞台の現地調査を実施。第二回旧染井能舞台調査団会議を開催。
- 1992年（平成4年）1月、旧染井能舞台復原修理委員会を設置。
- 1993年（平成5年）1月、横浜能楽堂（仮称）の建設許可。
  - 2月、能楽堂外構斜面地等整備工事施工。
  - 3月9日、能楽堂新築工事請負契約締結。
  - 3月31日、旧染井能舞台調査団により、旧染井能舞台調査中間報告書がまとめられる。
  - 4月9日、今後の能楽堂建設工事に関する地元説明会を実施。
  - 5月12日、横浜能楽堂（仮称）建設について記者発表。　　　　
  - 6月28日、横浜能楽堂（仮称）、起工式。
  - 9月24日、平成5年度第一回旧染井能舞台復原修理委員会を開催
  - 11月、古材の破損部分や古色塗装、能舞台の部分組立などのため、旧染井能舞台の一部の部材を魚津社寺工務店へ移送
  - 12月10日、平成5年第二回旧染井能舞台復原修理委員会を開催
- 1994年 （平成6年） 
  - 5月16日 平成6年度第一回旧染井能舞台復元修理委員会（内容: 部材修理調書並びに修理工事概要の説明。仮組、部材現況、新材確認。その他）
  - 9月8日 平成6年度第2回旧染井能舞台復元修理委員会（内容: 施工図の確認。原寸図の確認。その他）
  - 9月21日 横浜能楽堂（仮称） 開館準備委員会設立（趣旨: 横浜能楽堂が優れた能・狂言を実施するとともに、市民に親しまれる施設となるように、幅広く市民の意見を聞き意見を反映させる） 委員: 田辺竹生（地元能楽師・染井能舞台寄付者）、塚田光太郎（地元能楽師）、守谷泰利（地元能楽師）、堀内万沙子（横浜能楽連盟副会長）、浦部毅（横浜能楽連盟副会長）、望月悦夫（横浜能楽連盟常務理事）、新堀豊彦（横浜能楽連盟会長）、野並豊（横浜商工会議所副会頭）、小林進（関東学院女子短期大学教授）、岩崎ともみ（市民代表・岩崎学園理事長）、パトリシア・ベーダージョンストン（市民代表・カナダ大使館学術交流担当官）、中村貫（宀）（市民代表・はまぎん産業文化振興財団事務局長）、金子肇（横浜市教育委員会学校教育部長）、浅野俊博（横浜市市民局長）、木下政昭→小磯智功（横浜市文化振興財団専務理事） 任期: 1996年 （平成8年） 3月まで。局長委嘱
  - 9月21日 第一回横浜能楽堂（仮称）開館準備委員会開催（内容: 横浜能楽堂の概要説明。今後の進め方について、その他。以後*12月22日の第7回まで開催）
  - 11月26日 1994年 （平成8年） 度第3回旧染井能舞台復原修理委員会（内容: 古色仕上げについて。防腐、防蟻処理について。棟の納まりについて。飾金物について。舞台設備について。舞台設備について。その他）
- 1995年 （平成7年） 
  - 4月15日 第1回旧染井能舞台復原修理委員会（議題: 仮組確認。礎石、白州の納まりについて。耐震補強について。保存材について）
  - 5月 旧染井能舞台の全部材を横浜能楽堂の建設現場に搬入
  - 6月8日 旧染井能舞台鏡板の復原模写決定
  - 5月 旧染井能舞台の組立工事を開始する。
  - 7月18日 平成7年度第二回旧染井能舞台復原修理委員会（内容: 鏡板の修理方法について。その他）
  - 9月18日 旧染井能舞台鏡板の復原模写に関する学問的裏付けのための委員会を開催（内容: 模写について現在描かれている絵か又は創建当時（1875年 （明治8年））の絵にするのか。顔料についてはどうか。その他注意すべき点はなど） 委員: 菅原寿雄 （根津美術館館長）、河合正朝（慶應義塾大学教授）
  - 9月25日 横浜市能楽堂条例公布 （設置目的: 能・狂言、その他の古典芸能の振興を図る。施行日: 平成8年6月28日）
  - 10月13日 横浜美術館に保管していた鏡板を移送し、能楽堂に取り付ける。
  - 11月12日 横浜能楽堂本舞台の利用予約の受付開始
  - 12月21日 平成7年度第3回旧染井能舞台復原修理委員会（内容: 能楽堂工事竣工について。能楽堂工事経過について。その他）
- 1996年 （平成8年）
  - 1月12日 横浜市能楽堂条例施行規則公布（施行日: 1996年 （平成8年） 6月28日）
  - 3月11日 横浜能楽堂新築工事竣工
  - 3月29日 横浜能楽堂の外構緑化工事竣工
  - 5月20日 旧染井能舞台が横浜市指定有形文化財に指定される（横浜市文化財保護条例第6条第1項の規定に基づく。）
  - 6月28日 横浜市能楽堂条例、横浜市能楽堂条例施行規則、横浜市能楽堂処務要綱施行
  - 6月28日 横浜能楽堂開館 （式典能: 半能「石橋」・シテ観世流宗家観世清和）

## 所在地・交通
神奈川県横浜市西区紅葉ヶ丘27-2
- 根岸線（JR東日本）・横浜市営地下鉄ブルーライン 桜木町駅から徒歩15分。
- 京浜急行本線 日ノ出町駅から徒歩15分。
- バス戸部1丁目から徒歩5分。
- バス紅葉坂から徒歩7分。

## 周辺情報
- 神奈川県立青少年センター
- 神奈川県立図書館
- 神奈川県立音楽堂
- 紅葉坂